# Budapests tunnelbana

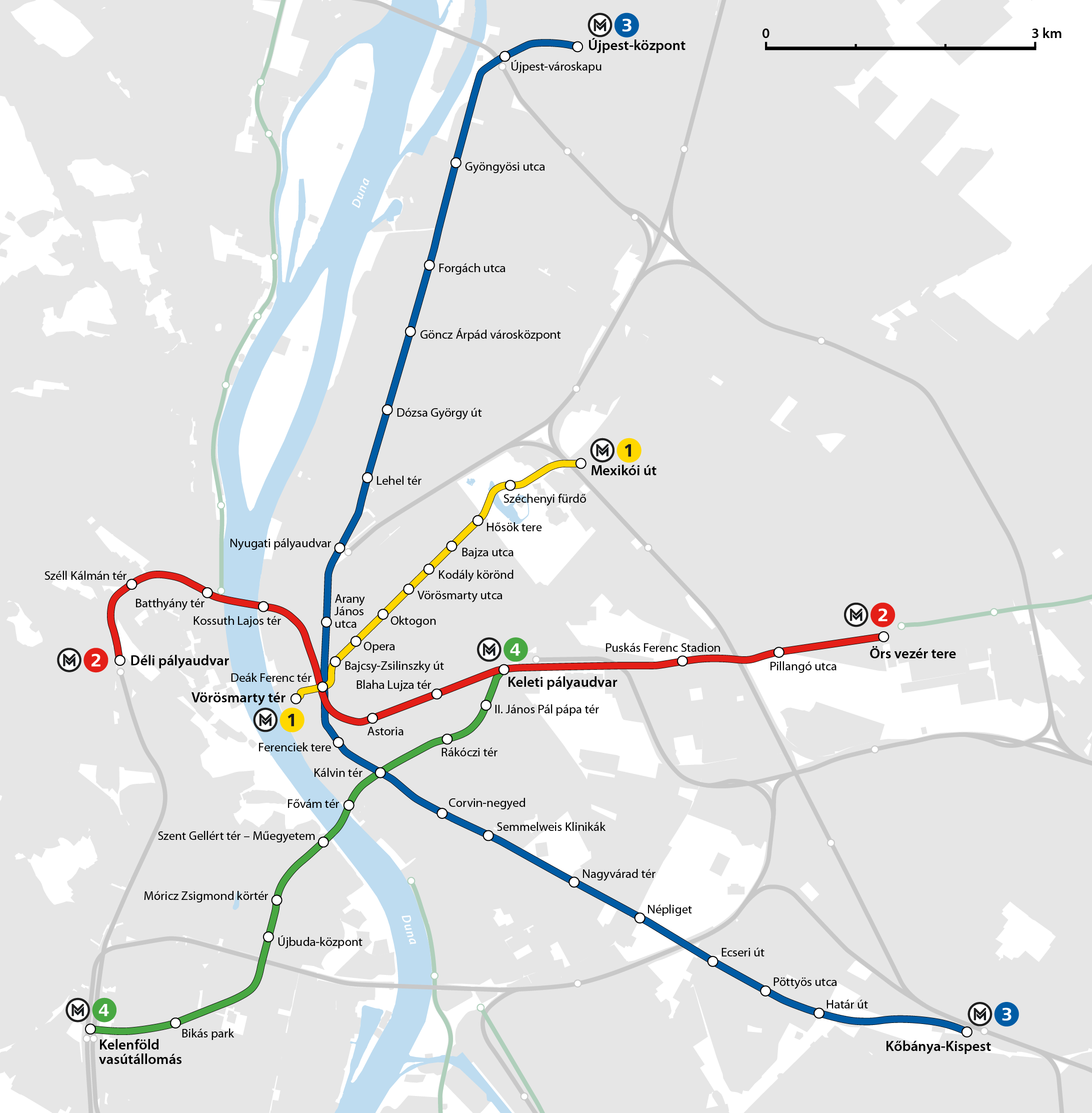
Linjekarta

Budapests tunnelbana (ungerska: Budapesti metró) omfattar fyra linjer M1-M4. Den första öppnades 1896 vilket gör den till världens näst äldsta tunnelbana, 33 år yngre än Londons tunnelbana. Tunnelbanan trafikeras alla dagar mellan cirka klockan 04.30 och 23.45 (0.30 fredag/lördagnatt). De flesta tunnelbanestationer ligger i Pest, på den östra sidan av Donau.

## Historia

En gammal bild från Andrássyavenyn, linje M1.

Den första delen av Budapests tunnelbana linje M1 mätte 4,2 km vid färdigställandet 1896 och går längs Andrássy út som Budapests huvudgata. Linjen byggdes med öppet schakt-teknik, och hade 11 stationer vilket senare utökades till 12. 1893 hade Budapests elektriska spårvagnsbolag (BVVV) och Budapests hästspårvagnsbolag bett om tillstånd att bygga en spårvagn längs med Andrássy út men nekades. Mór Balázs som var generaldirektör på BVVV föreslog då att istället bygga en tunnelbana under Budapests paradgata. Det kom också att passa med det stora 1000-årsfirandet av Ungern. Siemens & Halske fick uppdraget att bygga tunnelbanan. Banan gavs namnet Földalatti, ungerska för underjordisk. 1894 började banan byggas och 2 maj 1896 startade trafiken. Tunnelbanan åktes av Ungerns kung Frans Josef.

### Utbyggnad
Planer på en utbyggnad fanns men det dröjde fram till efter andra världskriget innan de kunde börja realiseras. 1947 beslöts om nya sträckningar och 1950 började arbetet med linjen M2 som skulle ha nio stationer. Fram till 1953 byggdes tre kilometer men sedan ställdes arbetet in när Ungerns ekonomiska situation förvärrades. 1963 återupptogs arbetet med tunnelbanan som byggdes med hjälp av sovjetiska tunnelbanespecialister. 1963 började även planeringen av den tredje linjen, M3, som började byggas 1970. Även här byggdes tunnelbanan med hjälp av sovjetisk expertis. 
1970 öppnades den första delen av M2, en andra öst-väst-gående linje med ursprungligen 7 stationer. Den första sträckan gick mellan Deák Ferenc tér och Örs vezér tere. Idag består linje M2 av 11 stationer. Den är idag 10,3 km lång och är huvudsakligen i borrad tunnel. 1976 öppnades en tredje nord-sydlig linje M3 med 20 stationer (6 initialt), omfattande 16,4 km. En fjärde linje med namn M4 invigdes i mars 2014 och är idag 7,4 km men kommer att förlängas. Planerna på en fjärde linje går tillbaka till 1972 men arbetet försenades på grund av svårigheter med Budapests termalbad med oro över att de skulle äventyras om en tunnelbana byggdes och hur finansieringen skulle lösas.

## Vagnpark
De äldre vagnarna på linjen M3 är av rysk typ, samma som används i Moskvas tunnelbana. Tågen tillverkades av Metrovagonmasj i Mytisjtji utanför Moskva. De nya vagnarna på linjerna M2 och M4 är tillverkade av Alstom och tillhör modelltypen Alstom Metropolis.
Metrotågen på linjen M3 renoverades i slutet av 2010-talet. Renoveringen gjordes i Ryssland. Tågen fick en vit färg, och inredningen förnyades. Chassierna är dock ursprungliga. 

## Linjer
| Linje  | Sträcka                                    | Öppnad | Längd km | Stationer |
| ------ | ------------------------------------------ | ------ | -------- | --------- |
|        | Vörösmarty tér ↔ Mexikói út                | 1896   | 4,4 km   | 11        |
|        | Déli pályaudvar ↔ Örs vezér tere           | 1970   | 10,3 km  | 11        |
|        | Újpest Központ ↔ Kőbánya-Kispest           | 1976   | 17,3 km  | 20        |
|        | Kelenföld vasútállomás ↔ Keleti pályaudvar | 2014   | 7,3 km   | 10        |
| Totalt | Totalt                                     |        | 39,7     | 52        |

Vid en station med fet stil menas att mer än en tunnelbanelinje stannar på stationen eller att det är en start/ändhållplats.

### Linje M1
Linje M1 var den andra tunnelbanelinjen som användes i Europa (bara London var före). Linjen invigdes 1896 och förlängdes 1973. Det tar enligt tidtabellen cirka 11 minuter att åka hela linjesträckningen, från Vörösmarty tér till Mexikói út. Linjen går förbi knuten Deák Ferenc tér (M2, M3) och fortsätter sedan upp till stationen Oktogon där den planerade linje M5 senare även kommer att gå. För övrigt korsas inte linjen av andra linjer någonstans.
- Vörösmarty tér(tidigare: Gizella tér)  1896
- Deák Ferenc tér 1896
- Bajcsy-Zsilinszky út (tidigare: Váczi körút) 1896
- Opera 1896
- Oktogon 1896
- Vörösmarty utca 1896
- Kodály körönd (tidigare: Kőrönd) 1896
- Bajza utca 1896
- Hősök tere 1896
  - Állatkert 1896–1973
- Széchenyi fürdő (överjordiska stationen: 1896–1973) underjordiska stationen: 1973
- Mexikói út 1973

### Linje M2
M2 går mellan Örs vezér tere och Déli pályaudvar. Linjen byggdes år 1970 och förlängdes år 1972. Linjens färg på linjekartan är röd och tar cirka 18 minuter att åka igenom. Den har sina tre första stationer på den västra sidan av Donau och kör sedan vidare till Deák Ferenc tér där byten till linjerna M3 eller M1 kan göras. Sedan år 2014 kan man även byta till M4 vid Keleti pályaudvar. Vid stationen Astoria kommer eventuellt en ny linje även dras igenom, linje M5.
- Örs vezér tere (tidigare: Fehér út) 1970
- Pillangó utca 1970
- Puskás Ferenc Stadion (tidigare: Stadionok, Népstadion) 1970
- Keleti pályaudvar 1970
- Blaha Lujza tér 1970
- Astoria 1970
- Deák Ferenc tér 1970
- Kossuth Lajos tér 1972
- Batthyány tér 1972
- Széll Kálmán tér (tidigare: Moszkva tér) 1972
- Déli pályaudvar 1972

Budapest metro (urval)
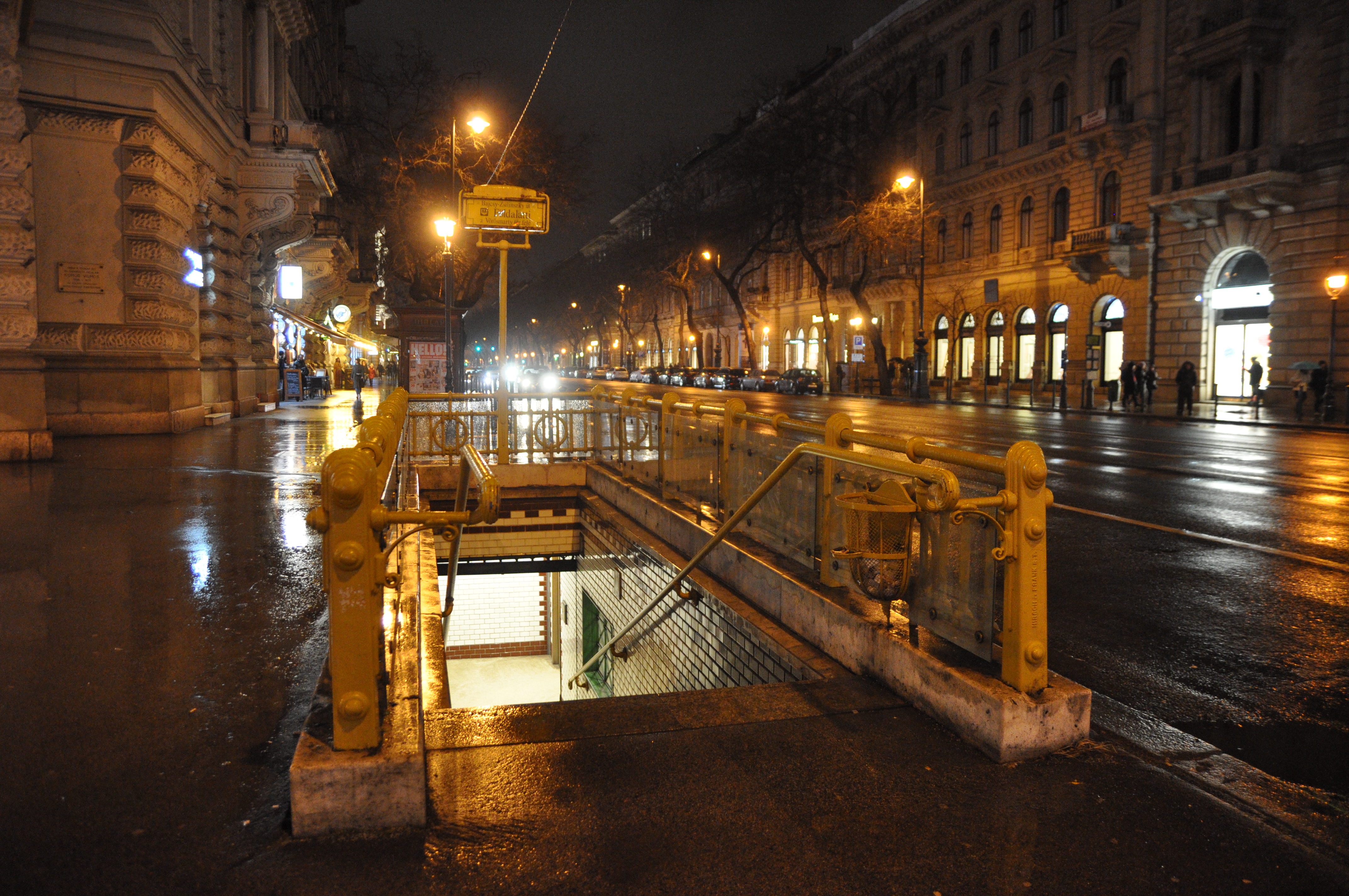
Entré linje M1
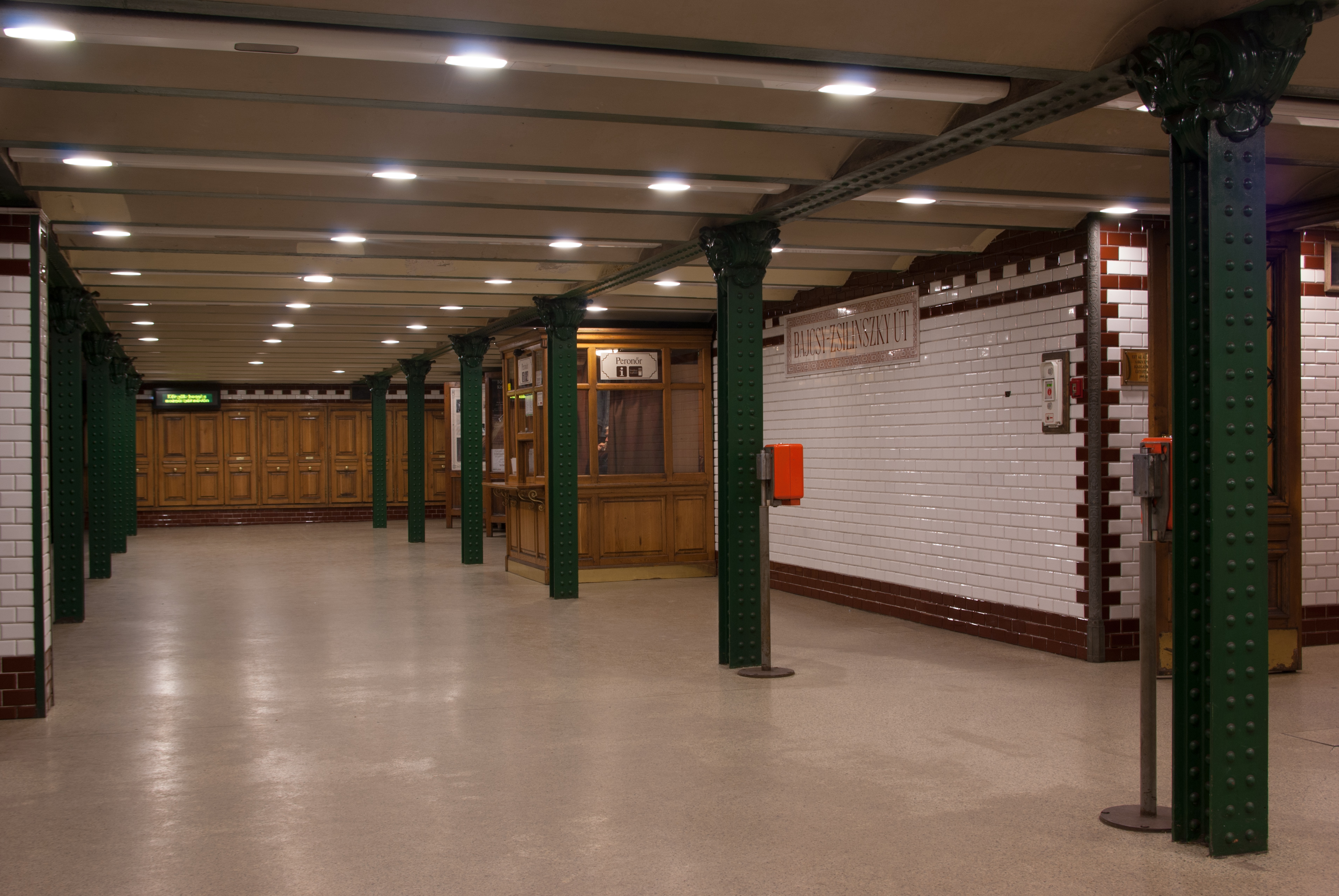
Bajcsy-Zsilinszky út från 1896 på linje M1
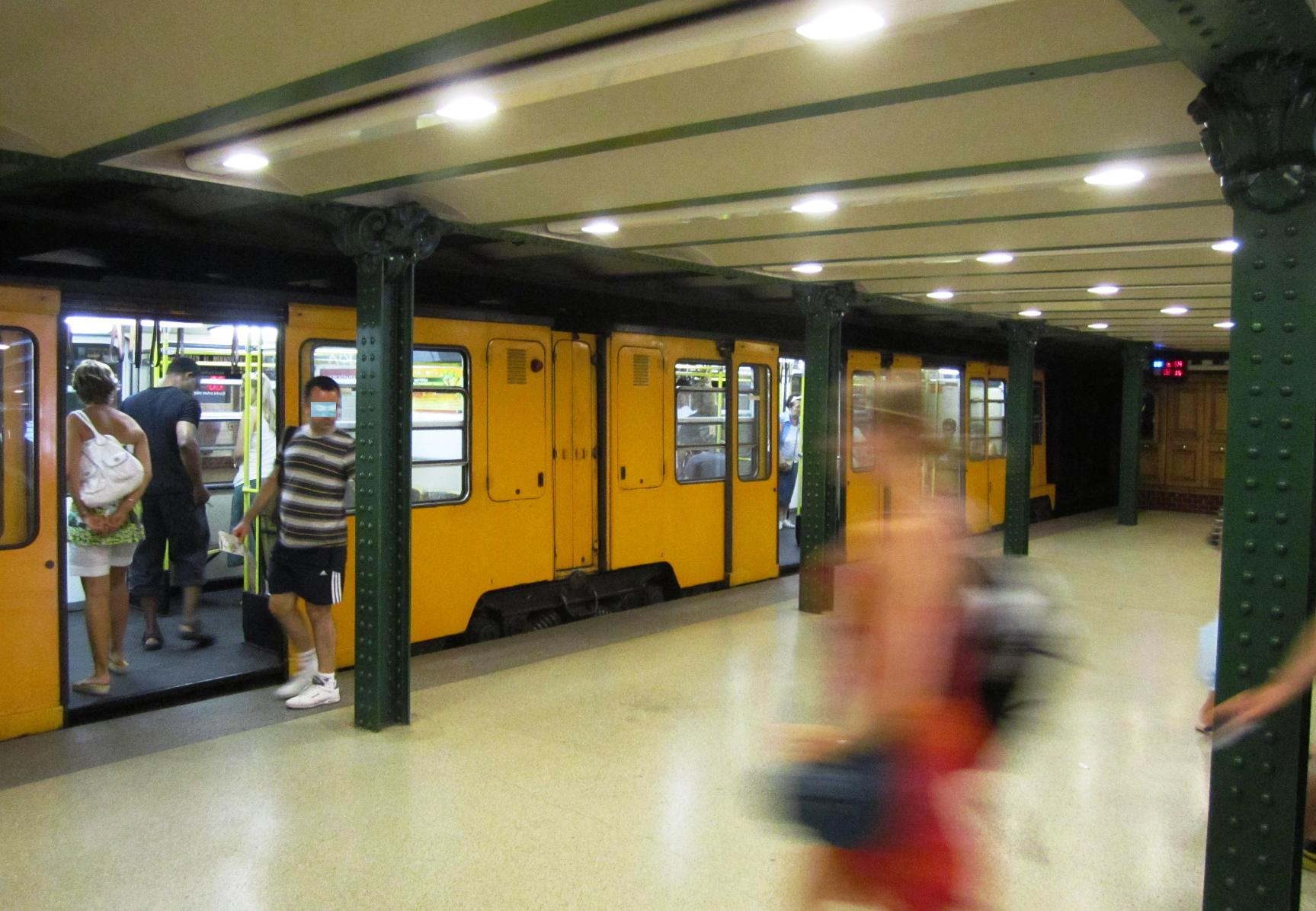
Vagnar på linje M1
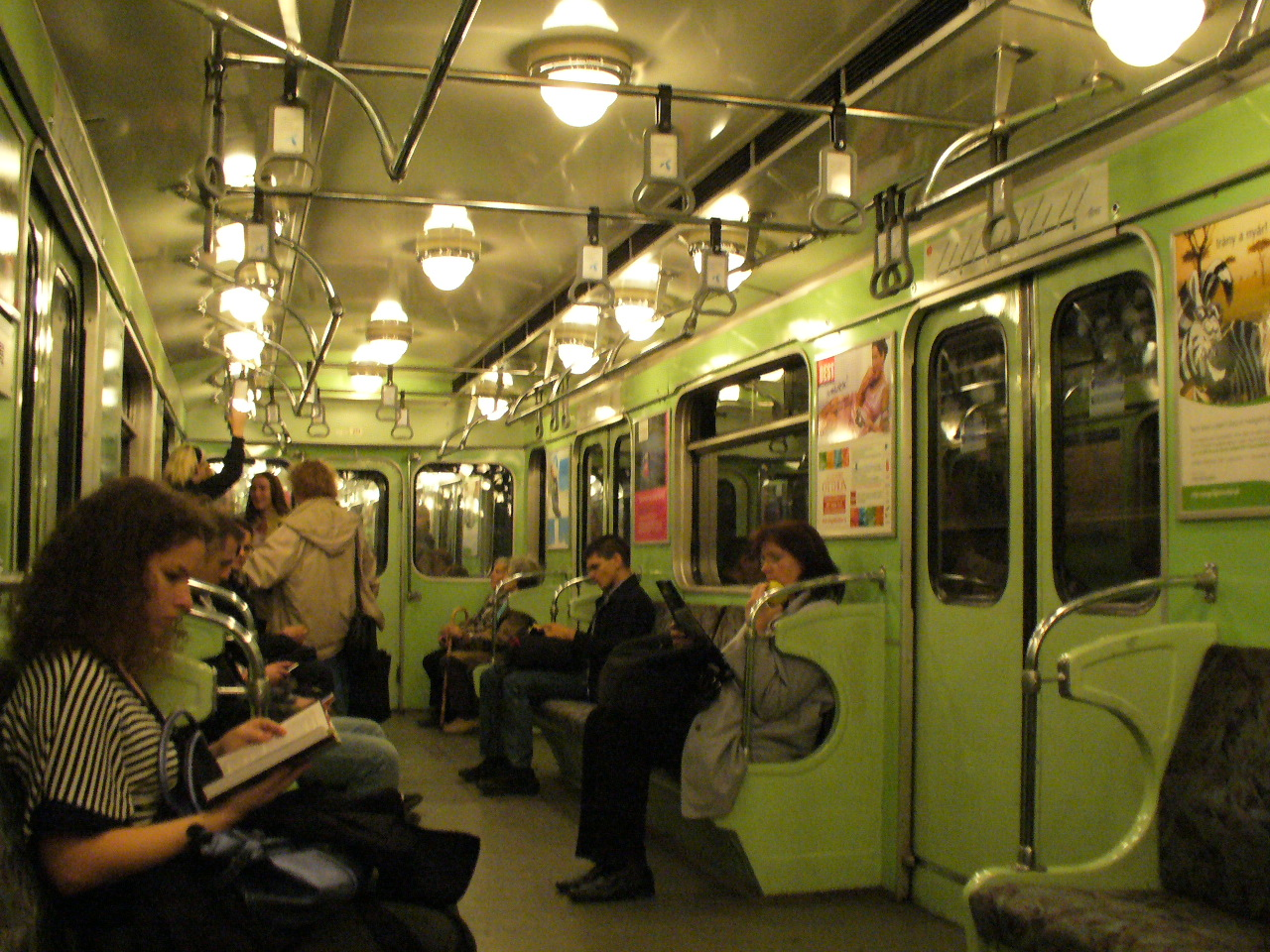
Äldre vagn
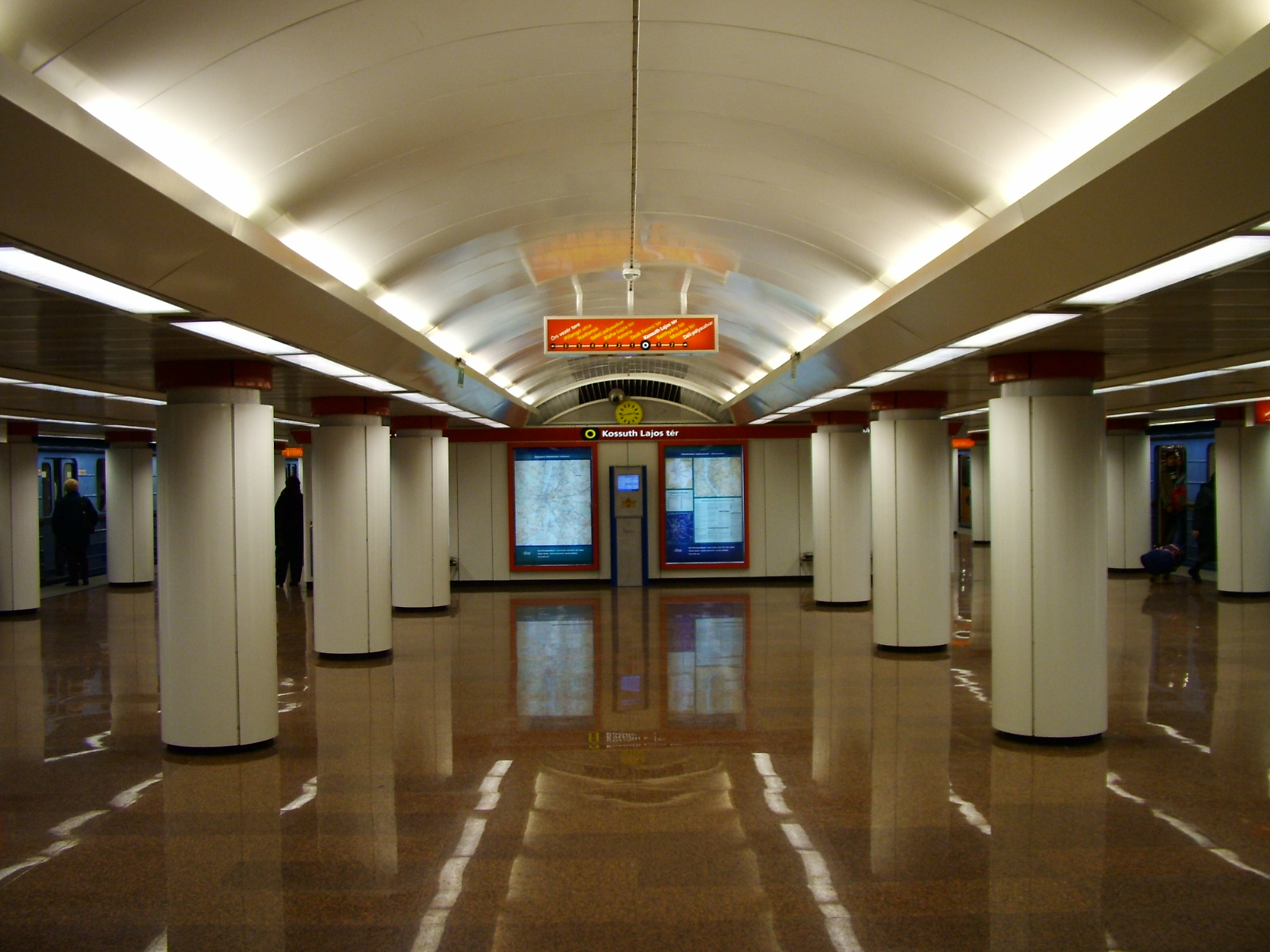
Kossuth Lajos tér linje M2
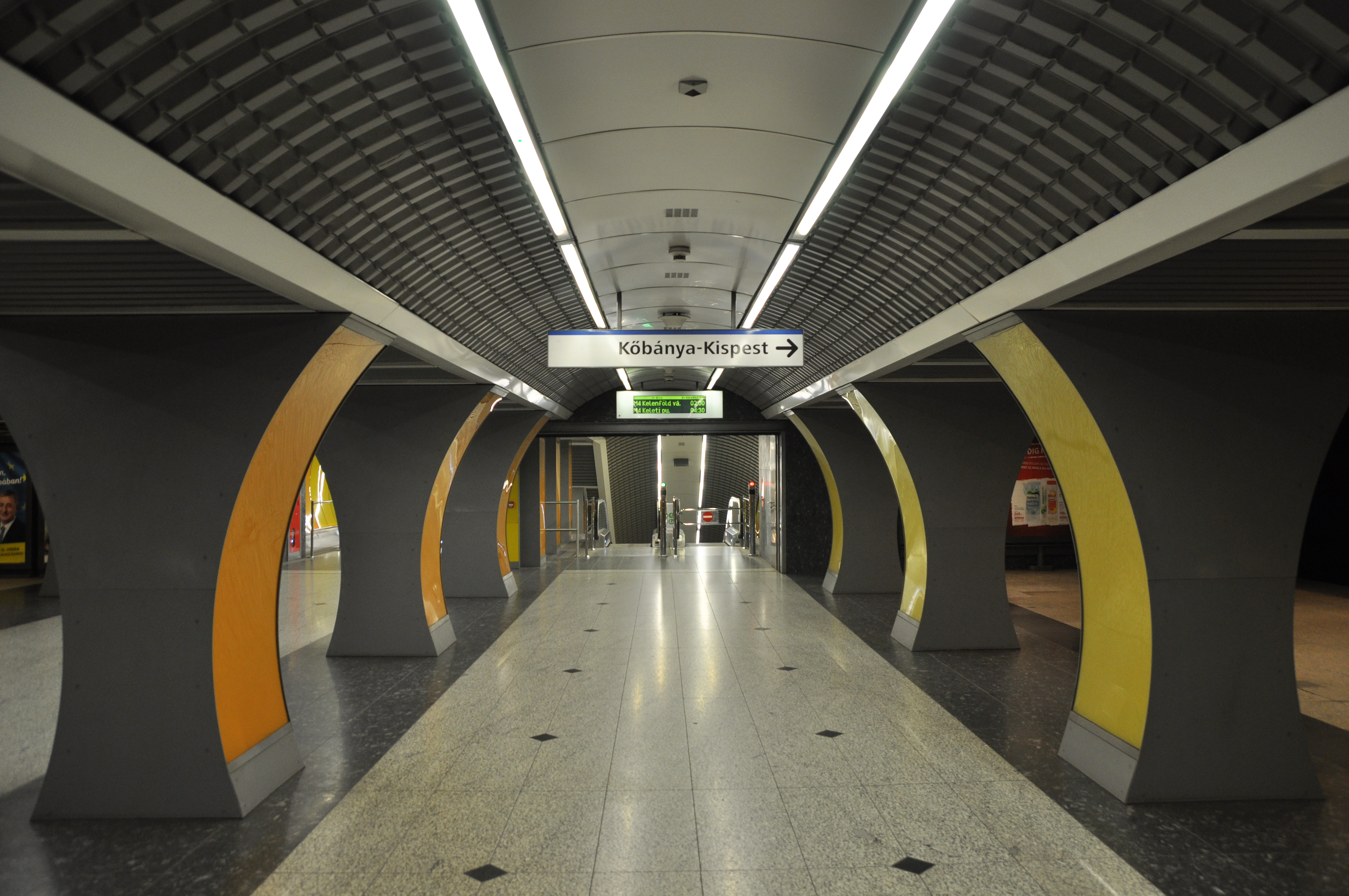
Station Kálvin tér linje M3
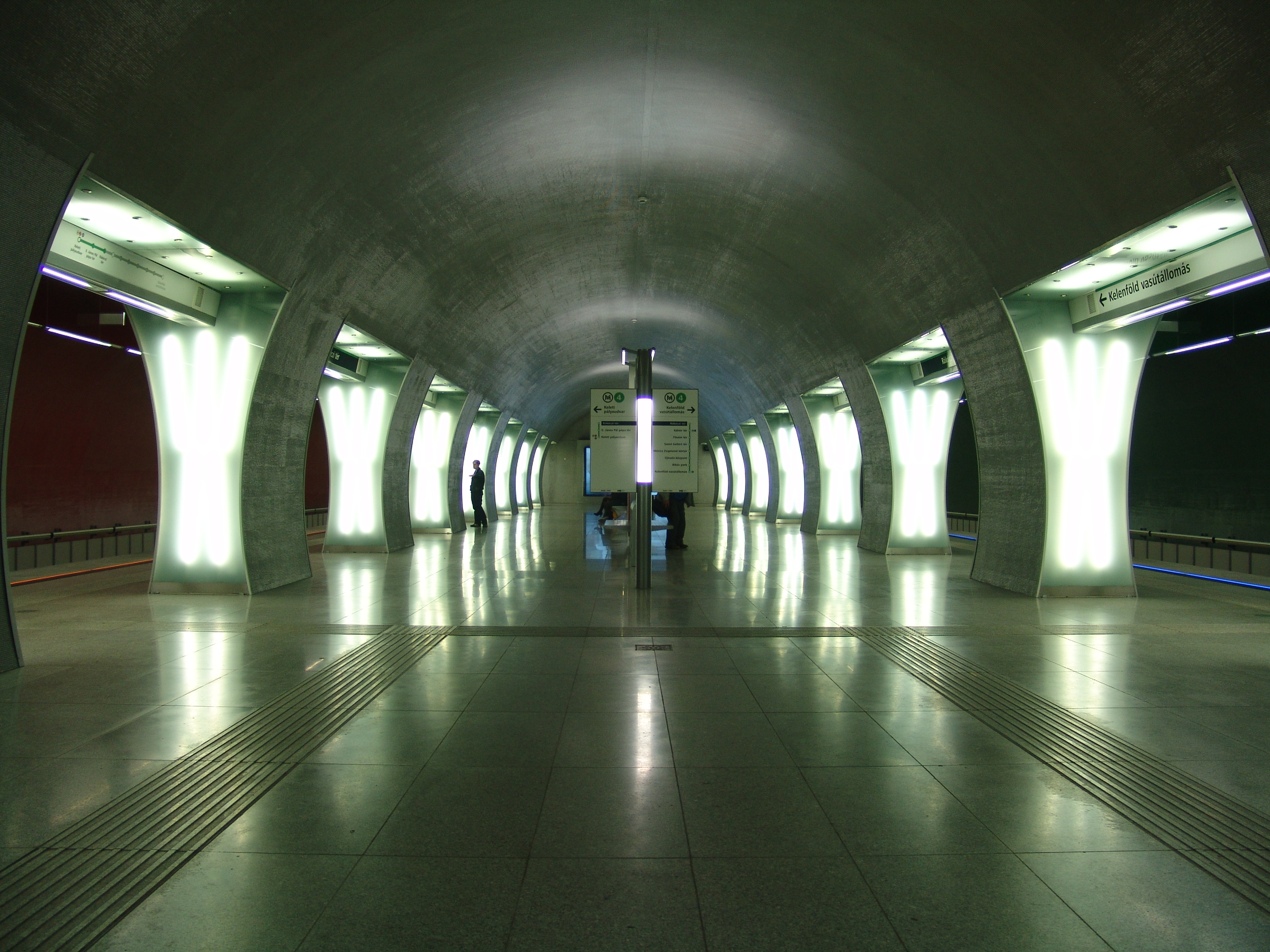
Station Rákóczi tér linje M4
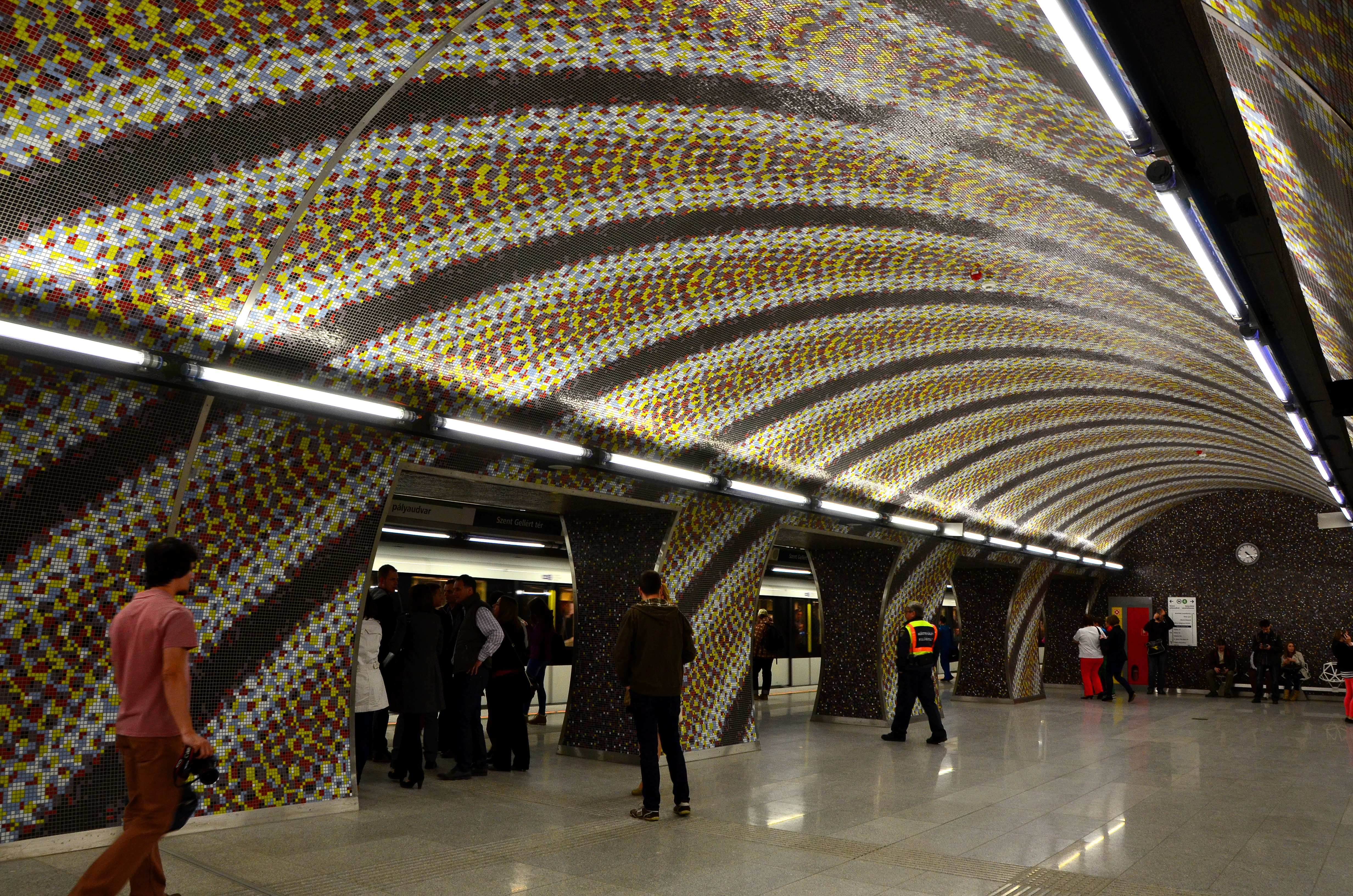
Szent Gellért tér linje M4

### Linje M3
M3 går mellan Kőbánya-Kispest och Újpest Központ. Den första sektionen byggdes år 1977. Linjen förlängdes åren 1980, 1981, 1984 och 1990. Linjens färg på linjekartan är blå och enligt tidtabellen tar den cirka 31 minuter att åka igenom. Linje M3 är den längsta i tunnelbanesystemet och möter linjerna M1 och M2 vid Deák Ferenc tér. Linjen korsas av linje M4 vid Kálvin tér. Den planerade linjen M5, kommer även eventuellt möta M3 vid Lehel tér.
- Kőbánya-Kispest 1980
- Határ út 1980
- Pöttyös utca 1980
- Ecseri út 1980
- Népliget 1980
- Nagyvárad tér 1976
- Semmelweis Klinikák (tidigare: Klinikák) 1976
- Corvin negyed (tidigare: Ferenc körút) 1976
- Kálvin tér 1976
- Ferenciek tere (tidigare: Felszabadulás tér) 1976
- Deák Ferenc tér 1976
- Arany János utca 1981
- Nyugati pályaudvar (tidigare: Marx tér) 1981
- Lehel tér (tidigare: Élmunkás tér) 1981
- Dózsa György út 1984
- Göncz Árpád városközpont (tidigare: Árpád híd) 1984
- Forgách utca 1990
- Gyöngyösi utca 1990
- Újpest-városkapu 1990
- Újpest-központ 1990

Det planeras även att förlänga linjen mot Káposztásmegyer i väst och ut till Budapest-Ferenc Liszts internationella flygplats mot sydöst.

### Linje M4
Linje M4 går mellan Kelenföld vasútállomás och Keleti pályaudvar och hade egentligen planerats att bli färdig fram till år 2005, men efter alla politiska debatter och flera Budapestbors protester hade bygget bara påbörjats år 2005. Linjen invigdes slutligen i mars år 2014. En planerad förlängning mellan Keleti pályaudvar och Bosnyák tér är ersatt av en planerad spårvägslinje istället.
- Kelenföld vasútállomás 2014
- Bikás park 2014
- Újbuda-központ 2014
- Móricz Zsigmond körtér 2014
- Szent Gellért tér – Műegyetem (tidigare: Szent Gellért tér) 2014
- Fővám tér 2014
- Kálvin tér 2014
- Rákóczi tér 2014
- II. János Pál pápa tér 2014
- Keleti pályaudvar 2014

Det finns planer på att förlänga linjen mot Újpalota i öst och fram till Budaörs i väst.

### Framtida linje M5
Linje M5 är en tunnelbanelinje som ännu inte har börjat byggas utan är fortfarande vid planeringsstadiet. Det är troligt att tunnelbanelinjen kommer att gå ifrån Szentendre vid västra sidan av Donau och sedan över Margaretaön och fortsätta till stationen Lehel tér där byte till M3 kan ske. Sen skall senare fortsätta mot Oktogon där man kan byta till M1 och sedan ner till Astoria där den möts upp av M2. Vid stationen Kálvin tér kan byten till M3 och M4 göras igen. Enligt planeran ska M5 gå mellan Szentendre och Csepel samt Ráckeve.

### Metro Museum
Budapest har ett eget tunnelbanemuseum på den stora huvudstationen Deák Ferenc tér, där linjerna M1, M2 och M3 möts. Museet ligger i en gammal nedlagd tunnelbanestation som tidigare tillhörde linje M1, men sedan man flyttat linje M1:s sträckning något så fick linjen en ny station vid Deák Ferenc tér som idag är i bruk.

## Övrigt
PC-spel om Budapests tunnelbana
Det finns ett datorspel om Budapests tunnelbana. Det finns här. Det kan också laddas ned här.
Filminspelning
Den ungerska filmen Kontroll spelades in i Budapests tunnelbana.